# Sigela penumbrata
Stippled sigela moth (Sigela penumbrata)  es una especie de polilla de la familia Noctuidae. Se encuentra en Norteamérica, incluyendo Tennessee y Florida.
Tiene una envergadura de 11 mm.